# Yongfeng (socken i Kina, Inre Mongoliet, lat 41,95, long 115,41)
Yongfeng (kinesiska: 永丰, 永丰乡) är en socken i Kina. Den ligger i den autonoma regionen Inre Mongoliet, i den norra delen av landet, omkring 340 kilometer öster om regionhuvudstaden Hohhot.
Genomsnittlig årsnederbörd är 523 millimeter. Den regnigaste månaden är juli, med i genomsnitt 127 mm nederbörd, och den torraste är februari, med 4 mm nederbörd.